# 状況証拠
状況証拠（じょうきょうしょうこ）とは、例えば犯行現場における指紋のように事実認定の結論に結びつくか否かが推論に依拠するような証拠ないしは事実をいう。情況証拠とも表記され、日本の法律学の文献では後者の表記の方が多く用いられているが、日常用語や報道用語としては前者の表記が一般的である。  

## 状況証拠とは何か
「状況証拠が事実認定の結論に結びつくか否かは推論に依存する。」という命題の意味を、被告人Aが窃盗罪の訴因で起訴された事件（右図）を例にとって説明する。訴因は「被告人Aは、y年m月d日午後1時25分頃、S駅付近で被害者Vの財布を盗んだ。」というものであるとしよう。本件で、検察側が立証しなければならない事実「要証事実（ようしょうじじつ）」は、以下の二つに分解することができる。 

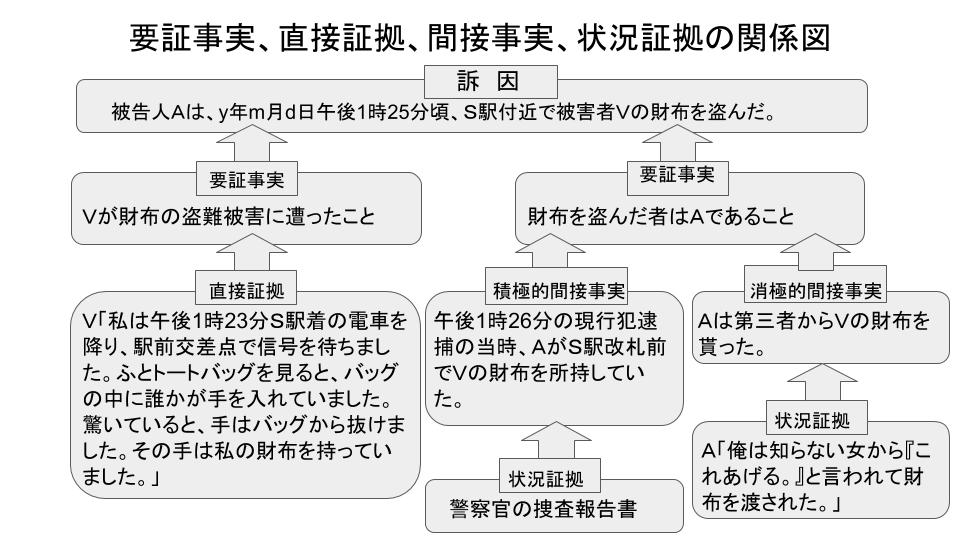
要証事実、直接証拠、間接事実、状況証拠の関係図

- Vがy年m月d日午後1時25分頃にS駅付近で財布を盗まれたこと
- Vの財布を盗んだ者はAであること

Vが次のとおり供述していると仮定する。 
y年m月d日、私はS駅近くのデパートに出かけるために午後1時23分S駅着の電車に乗りました。電車は時刻表どおりにS駅に着きました。私はS駅の東改札口を出て駅前広場を横切り、駅前交差点で歩行者用信号が青色に変わるのを待っていました。そのとき、私は右肩にトートバッグを掛け、バッグの中に財布、化粧道具、携帯電話などを入れていました。私は、ふと右下の方を見ました。（どうして？）足下で猫が鳴いたような気がしたのです。すると、私のバッグの中に誰かが手を入れているのが見えました。私は余りに驚いたので、助けを求めることも逃げることもできませんでしたし、誰かが私の背後にいると思いましたが、振り返ることもできませんでした。何秒か経った後、誰かは私のバッグから手を抜きました。私は誰かの手が私の財布を持っているのを見ましたが、それでも余りに怖かったので、誰かの手をじっと見ていただけでした。（誰かの服の袖の色は？肌の色は？）ぜんぜん思い出せません。…… 
この証言が信用できるときは、第1の要証事実（盗難の発生）が真実であることが直接的に支持される。即ち、何か別の証拠や推論を必要とはしない。このような証言は直接証拠と呼ばれる。  
これに対して、第2の要証事実（犯人＝A）については目撃者が判明しなかった。それでも「あの男が女物の財布を持ってる。泥棒じゃない？」と氏名不明の女性に話しかけられた警察官が、挙動不審に見えた中年男性Aを駅前広場で所持品検査し（午後1時26分検査開始）、Vの学生証などが入った財布を発見したので駅前交番でAに事情聴取していたところ、Vが来署して財布の盗難を届け出たため、警察官はAを逮捕したという経過はあったと仮定する。以上の経過は、捜査報告書に記載されている。つまり、次の事実が認められる。  
- Vが被害に遭った直後に、被害場所の直近で、AがVの財布を所持していたこと

このような事実（被害品の近接所持）は、第2の要証事実と等価ではないが、「財布は自力で動かないのに、Vが盗まれた財布をAが所持しているのだから、財布を盗んだ犯人はAのはずだ。」というような推論を併せると、第2の要証事実が真実であることを間接的に支持することができる。このような事実を間接事実（かんせつじじつ）という。状況証拠とは、間接事実の根拠となる証拠（上記の捜査報告書）、あるいは間接事実そのもののことである。状況証拠が要証事実の認定に役立つか否かは，間接事実に結びつけられた推論の妥当性に左右されるので、「状況証拠が事実認定の結論に結びつくか否かは推論に依存する。」と言われる。    

間接事実は、それ自体が複数の説明を許容する。例えば、Aが次のとおり供述していると仮定する。 
俺は駅前で女の子を眺めて暇を潰してた。そしたら名前を知らない女が突然近寄ってきて、「これあげる。」と言いながら俺の手に何かを握らせたんだ。（そんな奇妙なことをされたらすぐに気付くでしょう？）いや、何を持たされたかすぐには分からなかったな。俺は女の顔とか胸に興味があったからな。女はすぐにどっか行った。（その女性の服装や顔立ちは？）覚えてねえよ。（本当に？）嘘だって言うんなら証拠出せよ。女が見えなくなってから手を見たら、財布があったんだよ。その瞬間だ、お巡りの野郎が近寄って来やがったのは。……  
Aは第三者からVの財布を貰ったのだとすれば（第三者の介在）、第2の要証事実が真実か否かは怪しくなる。このように間接事実から要証事実を推論することを妨げる事実を消極的間接事実（しょうきょくてきかんせつじじつ）といい、消極的間接事実との対比を強調したいときは、通常の（要証事実の存在を間接的に支持する）間接事実を積極的間接事実（せっきょくてきかんせつじじつ）ということがある。Aの供述は、第三者の介在という消極的間接事実の根拠となる状況証拠である。    
ある証拠が直接証拠であるか状況証拠であるかは、何を要証事実と設定するかによって変わり得る。上記の捜査報告書は、要証事実を犯人＝Aと設定すれば上で説明したとおり状況証拠であるが、要証事実を被害品の近接所持と設定すれば、記載内容が信用できれば被害品の近接所持を直接的に支持できるのであるから、直接証拠である。上記のAの供述も、要証事実を犯人=Aと設定すれば状況証拠であるが、要証事実を第三者の介在と設定すれば直接証拠である。このように、証拠が直接証拠であるか状況証拠であるかは、結論が自明であるか否かで決まるのではなく、推論が必要であるか否かによって決まる。                

証拠とそこから認定される事実との関係（証拠構造（しょうここうぞう））を図示すると、末端には何らかの直接証拠が現れる（直接証拠が現れないと、無限に推論の連鎖が続いてしまう。）。そして、直接証拠についても、その信用性を高め又は低める事実（補助事実（ほじょじじつ））や証拠（補助証拠（ほじょしょうこ））を想定することができる。積極的、消極的の別も、間接事実と同様に考えることができる。上記の訴因を例に取ると、次のようなWの供述から認定できる事実（Ｖの側から離れた人物が男性だった可能性が高いこと）が、Aの供述の消極的補助事実となる（Ｖの供述の積極的補助事実ともなる。）。        
Vの背後で男が信号待ちをしているように見えました。（男性で間違いない？）特に注目していたわけではありませんし、遠目だったので自信はありませんが、一見して女性と分かる格好ではなかったと思います。その男は、急に向きを変えてS駅方向へ歩いて行きました。それから何秒か経ったでしょうか。Vがその場に座り込みましたので、私はVが熱射病にでもかかったのかと思って慌てて駆け寄りました。Vは「お財布……」と言いながらしくしく泣いていましたので、私は、Vがさっきの男に財布を盗まれたのだと思いました。それで、私は「大丈夫よ。私と一緒に交番に行きましょう？」と声を掛けて、Vを駅前交番に連れて行ったのです。……
これは補助証拠が直接証拠である例であるが、もちろん、補助証拠が状況証拠である例もある。例えば、「Ｖが財布に入れていたクレジットカードがＡ及びＶが交番にいる時間帯に使用されたこと」がカード会社の報告により判明したとすれば、「カードは自力で動かないのに、Ａ及びＶの下から離れたのだから、Ａより前に財布に触れた者がいたはずだ。」というような推論を併せると、Ａの供述が真実であることを間接的に支持することができる。すなわち、カード会社の報告はＡの供述の積極的補助証拠となる状況証拠である。

直接証拠がそれ自身に補助事実を内包することはある。しかし、直接証拠がそれ自身のみで信用性を担保されると安易に考えれば、事実認定を誤る危険性が高まる。直接証拠の信用性を考える際には、補助事実や補助証拠の収集、検討（いわゆる「裏付け」ないし「裏取り」）が不可欠である。

## 状況証拠の存在形態
証拠は、供述証拠と非供述証拠とに大別される。供述証拠とは、人の認識を証拠とするもので、自白、証言、陳述書、手記などの形態をとる。非供述証拠とは、供述証拠以外の証拠であり、原則として状況証拠である。犯行現場を撮影した動画（非供述証拠）を直接証拠に分類する学説もあるが、動画自体は「誰かが誰かに犯罪行為をしたように見える動画が存在する。」という事実を証明しているだけで、その動画の撮影内容が真実であれば生じるはずの事態（被害者の受傷など）が現実に生じたことが別途立証されなければ何らの推認力も持たないと考えれば、現場動画も状況証拠である。

## 状況証拠の証明力
状況証拠の証明力が弱いという誤解は、広く存在している。定義から当然であるが、直接証拠が単体で要証事実を証明し得るのに対して、状況証拠は単体では要証事実を証明し得ないから、そのような誤解が生じるのも無理はない。報道機関が無罪判決に関して「状況証拠しかないのに、無理な見込み捜査が行われたのではないか。」と論評する例が多いことも影響している。複数の状況証拠が互いに補強し合って初めて、それぞれから引き出される結論が裏付けられることもある。これとともに、このような状況証拠は、ある特定の推論を他の推論よりも強力に支持することができる。ひとたび代替となる説明が排除されれば、状況証拠を含む説明は、より一層もっともらしいものとなる。
状況証拠があるとき、事実認定者はある事実が存在したと推論することが可能となる。刑事法では、事実認定者は（有罪である、あるいは無罪であるといった）主張が真実であることを支持するために、推論を行う。 
合理的な疑いは、状況証拠と結びつく。というのも、状況証拠は推論に依存する証拠であることから、合理的な疑いという基準が設けられることによって、刑事事件であれ、民事事件であれ、ある者を有責と判断することが公正といえるためには、その者に不利益な状況証拠が十分に揃っていることが必要となるのである。合理的な疑いは、法廷で用いられる最高水準の証明であると言われる。合理的な疑いは、法廷で使用される最高水準の証拠として説明されており、陪審員が道徳的な確からしさをもって被告人が犯罪について有罪であることを見出すことを意味する。それ故、ある者に不利益な状況証拠が十分ではないとしても、その状況証拠が当該事案に関連してなされる別の判断に貢献することもあり得る。
専門家証人が提供する法科学的証拠は、状況証拠として取り扱われるのが通常である。例えば、法科学者は被害者を殺害した銃弾を被告人の銃器が発射したことを裏付ける弾道学的検査の結果を提供することがあるが、その銃撃を被告人が行ったとは必ずしも言えない。 
状況証拠は、民事事件でも刑事事件でも、直接証拠がないときに特に重要になる。

## 民事法
状況証拠は、民事法廷において、法的責任を論証し又は反駁するために用いられる。状況証拠は、例えば製造物責任訴訟や交通事故において、最も一般的な証拠の形態である。滑走痕の法科学的分析によって、事故を復元することが可能になることもよくある。滑走痕の長さを測り、車と事故の当時における路面条件との動的解析を行うことによって、運転者が速度を過小評価していたことが判明するかもしれない。法科学及び法工学は、民事事件でも刑事事件に置けると同様によく用いられる。 

## 刑事法
状況証拠は、刑事法廷でも推論を通じて有罪又は無罪を立証するために用いられる。 
自明な例外（未成熟者、無能力者又は精神病者）を除けば、ほとんどの犯罪者は直接証拠を産み出すことを回避しようとする。特に主要国の多くは被疑者に黙秘権を認めることが多い。それ故、検察官は通常、故意ないしは意図の存在を立証するために状況証拠に頼らざるを得ない。原告が不法行為法に言うところの加害者から損害賠償を得るためにその過失を立証しようとするときも、同様である。 
状況証拠（ここでは「間接事実」の意）の一例としては、犯行推定時刻前後におけるある人物の言動が挙げられる。お金を盗んだとして訴追された者の事例で言うと、盗難推定時刻の直後に容疑者が高価な物品を購入して景気良く散財していたのを目撃されたとすれば、その散財が容疑者が有罪であることの状況証拠であることが判明するかもしれないというわけである。 

### 法科学的証拠
その他の状況証拠の例としては、犯行現場で発見された証拠の指紋分析、血液検査又は遺伝子診断が挙げられる。この種の証拠は、他の事実と併せて考慮すると、特定の結論を強力に指し示すことがある。それでも、犯罪が行われたときに直接目撃した者がいなければ、この種の証拠はあくまで状況証拠と捉えられるに止まる。もっとも、専門家証人によって証明されたときは、とりわけ直接証拠が何もないときに、この種の証拠は事案を左右するに足りるものとなるのが通常である。時代が下って法科学的手法が開発されることにより、古い未解決事件（いわゆるコールド・ケース）が解決されることも頻繁にある。 

### 状況証拠の有効性
よくある誤解の一つに、状況証拠は直接証拠よりも有効性が低く、重要性も低いというものがある。これは、一面では真実である。すなわち、直接証拠は、通常、最も強力であると考えられている。しかし、刑事訴追の成功例では、大部分をあるいは完全に間接事実に依存した例が多いし、民事訴訟の提起も、状況証拠ないしは間接証拠に基づいていることが頻繁にある。 
現に、あらゆる事案で可能な限り強力な証拠を意味する、広く用いられる比喩―「煙る銃」（銃撃されて死んだ被害者がおり、被害者が銃撃された直後に、ある者が硝煙を上げている銃を持っていたのなら、その者が犯人であるという意味）―は、状況証拠に基づく証明の一例である。同様に、証拠の指紋、ビデオテープ、録音、写真及びその他の多くの物証であって、推論を引き出す根拠となるもの、即ち状況証拠は、非常に強力な証拠と見なされることがある。 
実務では、状況証拠は、互いに整合し補強し合う複数の情報源に由来することがあり得るという点で、直接証拠に勝ることがある。目撃証言は時として不正確であり、偽証その他の誤った証言に基づいて有罪とされた者も多い。故に、強力な状況証拠は評決のためにより信頼し得る基礎を提供することができる。状況証拠からの認定を基礎付けるためには、通常、これを発見した警察官やこれを解説する専門家といった承認が必要となる。この証人は、「スポンサー」ないしは「認証証人」としても知られ、直接証言（目撃証言）を与えるとともに、目撃者と同様に、信頼性が問題となることがある。 
目撃証言は、信用し難いことがしばしばあり、紛争や精妙な虚構の対象となることもしばしばある。例えば、タイタニック号は700名近い目撃者がいる中で沈没したにもかかわらず、長年の間、沈没前に船体が二つに割れたか否かをめぐって活発な議論があった。1985年9月に船体が発見されて初めて、真実が分かったのである。 
もっとも、多くの場合には、同じ状況証拠の組み合わせから論理的には複数の結論が自然と引き出される。結論の一つが被告人の有罪を示すものであっても、結論のもう一つが被告人の無罪を示すものであるときは、「疑わしきは被告人の利益に」の原則が適用される。現に、状況証拠からは無実の可能性があると見えるときは、検察側はその可能性がないことを立証する責任を負う。

#### 例
ティモシー・マクベイの有罪判決の証拠の多くは、状況証拠であった。ロバート・プレヒトは、マクベイの公判について「検察側が間接証拠を用いていることは、心配するに及ばない。」と述べた。2004年のスコット・ピーターソンの殺人事件公判も、状況証拠に大きく依存した有罪判決の有名な一例である。状況証拠に依拠した事案としては、ネルソン・セラーノの例も挙げられる。2015年の陳文深の殺人事件公判は、被害者とされる秦嘉儀の死体が発見されず、状況証拠のみに基づいた有罪判決であった。  
状況証拠の確からしさに関しては、ヘンリー・デイヴィッド・ソローが書いた格言が有名である。曰く、「状況証拠の中には非常に強力なものがある。あたかも牛乳の中で泳ぐ鱒を見つけたかの如く。」